# Aerodramus ocistus
Aerodramus ocistus là một loài chim trong họ Apodidae.